# Et maintenant (film)
Pour plus de détails, voir Fiche technique et Distribution.
Et maintenant (E Agora? Lembra-me) est un film portugais réalisé par Joaquim Pinto, sorti en 2013.
Présenté en compétition au Festival international du film de Locarno 2013, il remporte le Prix spécial du jury ainsi que le Prix FIPRESCI.

## Synopsis
Joaquim, atteint du VIH et de l'hépatite C, participe à des essais cliniques.

## Fiche technique
- Titre original : E Agora? Lembra-me
- Titre français : Et maintenant[1]
- Réalisation : Joaquim Pinto
- Scénario : Joaquim Pinto
- Montage : Joaquim Pinto, Nuno Leonel
- Photographie : Joaquim Pinto, Nuno Leonel
- Sociétés de production : C.R.I.M. Produções, Presente Edições de Autor
- Société de distribution : Épicentre Films
- Pays de production :  Portugal
- Langue originale : Portugais
- Durée : 164 minutes
- Format : Couleurs - 16 mm - 1.85:1 -  Son Dolby numérique
- Genre : documentaire
- Dates de sortie
  - Suisse : 8 août 2013 (festival international du film de Locarno)
  - France : 19 novembre 2014

## Distribution
- Joaquim Pinto
- Nuno Leonel

## Récompenses
- Festival de Locarno 2013
  - Prix spécial du jury
  - Prix FIPRESCI
  - Troisième prix Cinema e Gioventù
- Âge d'or (prix) 2014